# Faramea parvibracteata
Faramea parvibracteata är en måreväxtart som beskrevs av Julian Alfred Steyermark. Faramea parvibracteata ingår i släktet Faramea och familjen måreväxter. Inga underarter finns listade i Catalogue of Life.